# Livespiel
Livespiel (Originaltitel: Kampen) ist eine norwegische Comedy-Jugendserie, in der kleine alltägliche Episoden aus dem Leben des elfjährigen Jungen Lenni Heinemann von zwei Moderatoren Schmolke & Klawinski auf Schritt und Tritt wie ein Fußballspiel moderiert werden.

## Handlung
Lennard Heinemann ist elf Jahre alt und lebt mit seinen Eltern Hanne und Benedikt und seiner 17-jährigen Schwester Kathi in der Blaubeer-Allee 2b. Er kämpft mit den Herausforderungen seines frühpubertären Alltags. Egal wo er sich befindet, ob im Wohnzimmer, im Bus oder auf dem Schulhof, mittendrin und immer „live“ dabei sind zwei Sportkommentatoren namens Kai Schmolke und Jan Klawinski in einer Sprecherbox. Wie bei einem Fußballspiel kommentieren sie Lennis taktische Tricks, mit denen er versucht, das jeweilige „Spiel des Lebens“ für sich zu entscheiden.
Zu Beginn jeder Folge wird rechts oben immer der Ort der „Arena“ eingeblendet (z. B. Wohnzimmer, Wald, PC-Laden, …), in der sich die jeweilige Begebenheit abspielen wird. Danach erscheint links unten das „Ziel des Tages“ (z. B. „#1 nicht ins Bett müssen, #2 Days of Death schauen“), das mit aussagekräftigen Handskizzen noch genauer erklärt wird. Dann geht das „Spiel“ los. Wie bei einem spannenden Fußballspiel wird jede Bewegung, jede Entscheidung Lennis von den beiden Kommentatoren beobachtet und analysiert. Oft wird auch ein „Fachmann“ hinzugezogen, der zu einer von Lennis Handlungen Stellung nimmt. Am Ende jeder Folge wird eingeblendet, ob Lenni das Spiel gewonnen (dann erscheint ein S für Sieg) oder verloren hat (N für Niederlage). Es kann aber auch unentschieden ausgehen (U).

## Besetzung und Synchronisation
Die deutsche Synchronisation entsteht durch die Synchronfirma Lavendelfilm in Potsdam.

### Hauptbesetzung
| Rollenname                | Schauspieler   | Hauptrolle | Synchronsprecher |
| ------------------------- | -------------- | ---------- | ---------------- |
| Lennard „Lenni“ Heinemann | Jonas Tidemann | 1.01–      |                  |
| Kommentator Jan Klawinski | Asbjørn Myhre  | 1.01–      |                  |
| Kommentator Kai Schmolke  | Martin Lund    | 1.01–      |                  |

### Nebenbesetzung
| Rollenname             | Schauspieler    | Nebenrolle | Synchronsprecher |
| ---------------------- | --------------- | ---------- | ---------------- |
| Lennis Vater Benedikt  |                 | 1.01–      | Peter Flechtner  |
| Lennis Mutter Hanne    |                 | 1.01–      |                  |
| Lennis Schwester Kathi |                 | 1.01–      |                  |
| Lennis Schwarm Sarah   | Alva Ler Nilsen | 1.01–      |                  |

## Ausstrahlung
Die erste Staffel lief zwischen dem 28. September und dem 21. Dezember 2014 auf dem deutschen Jugendsender KiKA.

## Episodenliste
| Nr. (ges.) | Nr. (St.) | Deutscher Titel                | Originaltitel             | Erstausstrahlung Norwegen | Deutschsprachige Erstausstrahlung (D) |
| ---------- | --------- | ------------------------------ | ------------------------- | ------------------------- | ------------------------------------- |
| 1          | 1         | Lenni gegen den Wecker         | Kampen mot Klokka         | 26. Sep. 2013             | 28. September 2014                    |
| 2          | 2         | Lenni gegen den Fisch          | Kampen mot Fisken         | 2. Okt. 2013              | 28. Sep. 2014                         |
| 3          | 3         | Lenni gegen die Klo-Schlange   | Kampen mot dokøen         | 3. Okt. 2013              | 5. Okt. 2014                          |
| 4          | 4         | Lenni gegen den Doppelsitz     | Kampen for dobbeltsete    | 10. Okt. 2013             | 17. Okt. 2014                         |
| 5          | 5         | Lenni gegen den Korridor       | Kampen på gangen          | 17. Okt. 2013             | 12. Okt. 2014                         |
| 6          | 6         | Lenni gegen die Dunkelheit     | Kampen mot mørket         | 25. Okt. 2013             | 12. Okt. 2014                         |
| 7          | 7         | Lenni gegen die Altersfreigabe | Kampen mot aldersgrensen  | 19. Okt. 2014             |                                       |
| 8          | 8         | Lenni gegen die Spinne         | Kampen for ansvaret       | 7. Nov. 2013              | 19. Okt. 2014                         |
| 9          | 9         | Lenni gegen den Furz           | Kampen mot prompen        | 31. Okt. 2013             | 26. Okt. 2014                         |
| 10         | 10        | Lenni gegen die Schulpflicht   | Kampen mot skolen         | 14. Nov. 2013             | 26. Okt. 2014                         |
| 11         | 11        | Lenni gegen die Bettzeit       | Kampen om leggetid        | 28. Sep. 2013             | 2. Nov. 2014                          |
| 12         | 12        | Lenni gegen den Mathetest      | Kampen mot matteprøven    | 21. Nov. 2013             | 2. Nov. 2014                          |
| 13         | 13        | Lenni gegen die Liebe          | Kampen for kjærligheten   | 28. Nov. 2013             | 9. Nov. 2014                          |
| 14         | 14        | Lenni gegen das Schlussmachen  | Kampen for å slå opp      | 31. Dez. 2013             | 9. Nov. 2014                          |
| 15         | 15        | Lenni gegen die Peinlichkeit   | Kampen mot Flaue-far      | 9. Jan. 2014              | 16. Nov. 2014                         |
| 16         | 16        | Lenni gegen die Gruppe         | Kampen for gruppa         | 2. Jan. 2014              | 16. Nov. 2014                         |
| 17         | 17        | Lenni gegen die knappe Kasse   | Kampen for pengene        | 6. Jan. 2014              | 23. Nov. 2014                         |
| 18         | 18        | Lenni gegen die SMS            | Kampen om SMSen           | 13. Jan. 2014             | 23. Nov. 2014                         |
| 19         | 19        | Lenni gegen das Rausschleichen | Kampen for å snike seg ut | 16. Jan. 2014             | 30. Nov. 2014                         |
| 20         | 20        | Lenni gegen das Lachen         | Kampen mot latteren       | 20. Jan. 2014             | 30. Nov. 2014                         |
| 21         | 21        | Lenni gegen den Traum          | Kampen mot drømmen        | 23. Jan. 2014             | 7. Dez. 2014                          |
| 22         | 22        | Lenni gegen das Tagebuch       | Kampen for å sniklese     | 27. Jan. 2014             | 7. Dez. 2014                          |
| 23         | 23        | Lenni gegen den Popel          | Kampen mot busa           | 30. Jan. 2014             | 14. Dez. 2014                         |
| 24         | 24        | Lenni gegen den DVD-Abend      | Kampen for videokvelden   | 3. Feb. 2014              | 14. Dez. 2014                         |
| 25         | 25        | Lenni gegen den Pickel         | Kampen mot kvisa          | 21. Dez. 2014             |                                       |
| 26         | 26        | Lenni gegen Sarah              | Kampen for Sara           | 10. Feb. 2014             | 21. Dez. 2014                         |

## Details der einzelnen Folgen
| 1                     | 1  | Lenni gegen den Wecker         | Lennis Zimmer     | #1 aus dem Bett kommen #2 pünktlich zur Schule kommen | S |
| 2                     | 2  | Lenni gegen den Fisch          | Esszimmer         | #1 weg vom Esstisch #2 Fußball spielen                | U |
| 3                     | 3  | Lenni gegen die Klo-Schlange   | Jugendzentrum     | #1 den Drang unterdrücken #2 aufs Klo gehen           | N |
| 4                     | 4  | Lenni gegen den Doppelsitz     | Bus               | ein Doppelsitz für sich allein                        | N |
| 5                     | 5  | Lenni gegen den Korridor       | Schul-Korridor    | #1 Sarah näher kommen #2 sich mit ihr unterhalten     | S |
| 6                     | 6  | Lenni gegen die Dunkelheit     | Keller            | die Sicherung einschalten                             | N |
| 7                     | 7  | Lenni gegen die Altersfreigabe | PC-Laden          | Kauf von „Days of Destruction 4“                      | S |
| 8                     | 8  | Lenni gegen die Spinne         | Lennis Zimmer     | finde die Tarantel                                    | S |
| 9                     | 9  | Lenni gegen den Furz           | Schulbus          | furzen, ohne dass es jemand merkt                     | S |
| 10                    | 10 | Lenni gegen die Schulpflicht   | Lennis Zimmer     | #1 auf krank machen #2 nicht in die Schule müssen     | N |
| 11                    | 11 | Lenni gegen die Bettzeit       | Wohnzimmer        | #1 nicht ins Bett müssen #2 „Days of Death“ schauen   | N |
| 12                    | 12 | Lenni gegen den Mathetest      | Klassenzimmer     | eine gute Note                                        | S |
| 13                    | 13 | Lenni gegen die Liebe          | Bibliothek        | #1 Frage an Sarah #2 positive Reaktion                | N |
| 14                    | 14 | Lenni gegen das Schlussmachen  | Bibliothek        | Mit Selma Schluss machen                              | S |
| 15                    | 15 | Lenni gegen die Peinlichkeit   | Schulweg          | unbemerkt in die Schule kommen                        | N |
| 16                    | 16 | Lenni gegen die Gruppe         | Wald              | in ein Team mit Sarah kommen                          | S |
| 17                    | 17 | Lenni gegen die knappe Kasse   | Blaubeer-Allee 2b | Geld für Computer-Spiele                              | N |
| 18                    | 18 | Lenni gegen die SMS            | Lennis Zimmer     | #1 SMS an Sarah schicken #2 positive Antwort          | S |
| 19                    | 19 | Lenni gegen das Rausschleichen | Lennis Zimmer     | nachts rausschleichen                                 | N |
| 20                    | 20 | Lenni gegen das Lachen         | Klassenzimmer     | nicht anfangen zu lachen                              | U |
| 21                    | 21 | Lenni gegen den Traum          | Schlafsaal        | #1 aufwachen #2 aufs Klo gehen                        | N |
| 22                    | 22 | Lenni gegen das Tagebuch       | Kathis Zimmer     | Tagebuch finden                                       | N |
| 23                    | 23 | Lenni gegen den Popel          | Schule            | den Popel loswerden                                   | S |
| 24                    | 24 | Lenni gegen den DVD-Abend      | Keller            | Händchen halten mit Sarah                             | S |
| 25                    | 25 | Lenni gegen den Pickel         | Badezimmer        | den Pickel loswerden                                  | S |
| 26                    | 26 | Lenni gegen Sarah              | Aula              | eng und romantisch mit Sarah tanzen                   | S |
| Anmerkungen: 1. 2. 3. |    |                                |                   |                                                       |   |

## Auszeichnungen
2015 wurde diese Serie mit dem deutschen Kinderfernsehpreis Emil ausgezeichnet.
Beim Prix Jeunesse International 2014 in der Kategorie 7–11 Jahre Fiction wurde die Serie mit der höchsten Bewertungsnote, die je bei diesem Festival vergeben wurde (9226 Punkte) ausgezeichnet.

## Spin-off
2017 produzierte NRK ein Spin-off zur Serie für Erwachsene namens Match. Hier wird die Hauptperson Stian von zwei Sportreportern begleitet.